# Hochgall
Hochgall (italienska: Monte Collalto) är ett berg i Italien. Det ligger i Sydtyrolen i den norra delen av landet. Toppen på Hochgall är 3 436 meter över havet. Hochgall ingår i Rieserferner Gruppe och är den högsta toppen i bergskedjan.
Trakten runt Hochgall består i huvudsak av kala bergstoppar och isformationer.